# Spirit: Vild och fri
Spirit: Vild och fri (originaltitel: Spirit Untamed) är en amerikansk animerad äventyrsfilm från 2021, producerad av Dreamworks Animation och utgiven av Universal Pictures.

## Svenska röster
- Lucky Prescott - Linda Åslund
- Prudence Granger - Dominique Pålsson Wiklund
- Abigail Stone - Norea Sjöquist
- Hendricks - Peter Stormare
- Al Granger - John-Alexander Eriksson
- Cora Prescott - Annelie Berg Bhagavan
- Jim Prescott - Jakob Stadell
- Milagro Navarro Prescott - Caisa Ankarsparre
- Klipp - Orlando Wahlsteen
- Valentina - Paula Fenjima Manrique
- James Prescott Sr. - Jonas Bergström
- Horseshoe - Tomas Åhnstrand
- Handlebar - Magnus Mark
- Chevron - Alfred Svensson
- Walrus - Lennart Jähkel

### Övriga röster
- Anna Isbäck
- Jonas Jakobsen
- Maja Söderström
- Mia Hansson
- Mimmi Sandén